# Zborov (okres Šumperk)
Obec Zborov (německy Zborow) se nachází v okrese Šumperk v Olomouckém kraji. Žije zde 248 obyvatel.

## Historie
Pozemkům mezi Háječkem (603 m) a vesnicí, odkud je krásný rozhled až k Olomouci, říká se „Na milířích“, protože se tu pálilo uhlí. Lesu při potoce Nemilce, v katastru Zborova, Jedlí a Svébohova, se říká „Zborovce“. V Jestřebí u Zábřeha se jmenuje louka „Zborovec“. Zbor nebo Zboř znamenalo také mužské jméno. Roku 1333 uvádí se Zbor ze Žerotína. Zborov byla vesnice poměrně malá. Původně tu byl rychtář a šest sedláků, z nichž každý měl okolo 160 „měr“ pozemků.
Obec Zborov se uvádí v zemských olomouckých deskách teprve roku 1447, i když některé prameny uvádí jako první písemnou zmínku o obci rok 1464, kdy patřila k Rudě nad Moravou a s ní k panství zábřežskému až do roku 1848. Lze se domnívat, že předtím byla částí benediktinského opatství v Klášterci (klášter stával v místě dnešního hřbitova v Klášterci).
Po roce 1849 je Zborov začleněn do obvodu okresního soudu v Šilperku (dnešní Štíty), který byl součásti okresu Zábřeh. V roce 1820 je v obci uváděna filiální škola, samostatná škola byla zřízena až v roce 1858.

### Pověst o založení Zborova
Pavel Hroch, rychtář v Postřelmůvku, náležel mezi vážné a zámožné občany v celém kraji. S manželkou Gertrudou, která pocházela ze svébohovské rychty, měl syna Pavla a dceru Dorotu. Když syn dospěl mužských let, projevil otec přání, aby si vzal za manželku dceru bohatého rychtáře Tomana z nedalekého Dlouhomilova. Jaké však bylo udivení otce, když syn odhodlaně prohlásil, že jeho vyvolenou je Milena, dcera chudého ovčáka z panského dvora v sousedním Rovensku. Otec se poté rozhněval na syna tak, že jej vyhnal a zároveň mu i vyděděním pohrozil, pokud setrvá na svém úmyslu. Mladý Pavel nedbal otcových hrozeb, odešel z otcova domu a vstoupil do služby v rovenském dvoře. Pán dvora, jenž sídlil na zábřežském hradě, dověděl se brzy o této příhodě. Když se časem poznal, že rychtářův syn je mužem řádným, snaživým a daným, přijal je k svému služebnictvu. Pavel zde ale dlouho nezůstal. Pán hradu jej poslal na území severní stranu vrchu Hájiček, kde byla část krajiny dosud neobydlena, aby tam založil novou osadu. Pavel pro svou osadu určil místo, kde pramení potůček, ke Klášterci tekoucí. Nová osada byla nazvána Zborovem, jelikož v těchto místech rostlo hojně borů. Prvním rychtářem ve Zborově stal se Pavel a jeho vyvolená Milena první rychtářkou.

## Pamětihodnosti
V obci se nachází kulturní památka – kříž s Bolestnou Pannou Marií.